# Rue Du Guesclin (Paris)
Pour les articles homonymes, voir Rue Du Guesclin.
La rue Du Guesclin, que l'on trouve également orthographiée rue Duguesclin, est une voie située dans le quartier de Grenelle dans le 15e arrondissement de Paris.

## Situation et accès
La rue Du Guesclin est desservie à proximité par la ligne 6 à la station Dupleix.

## Origine du nom

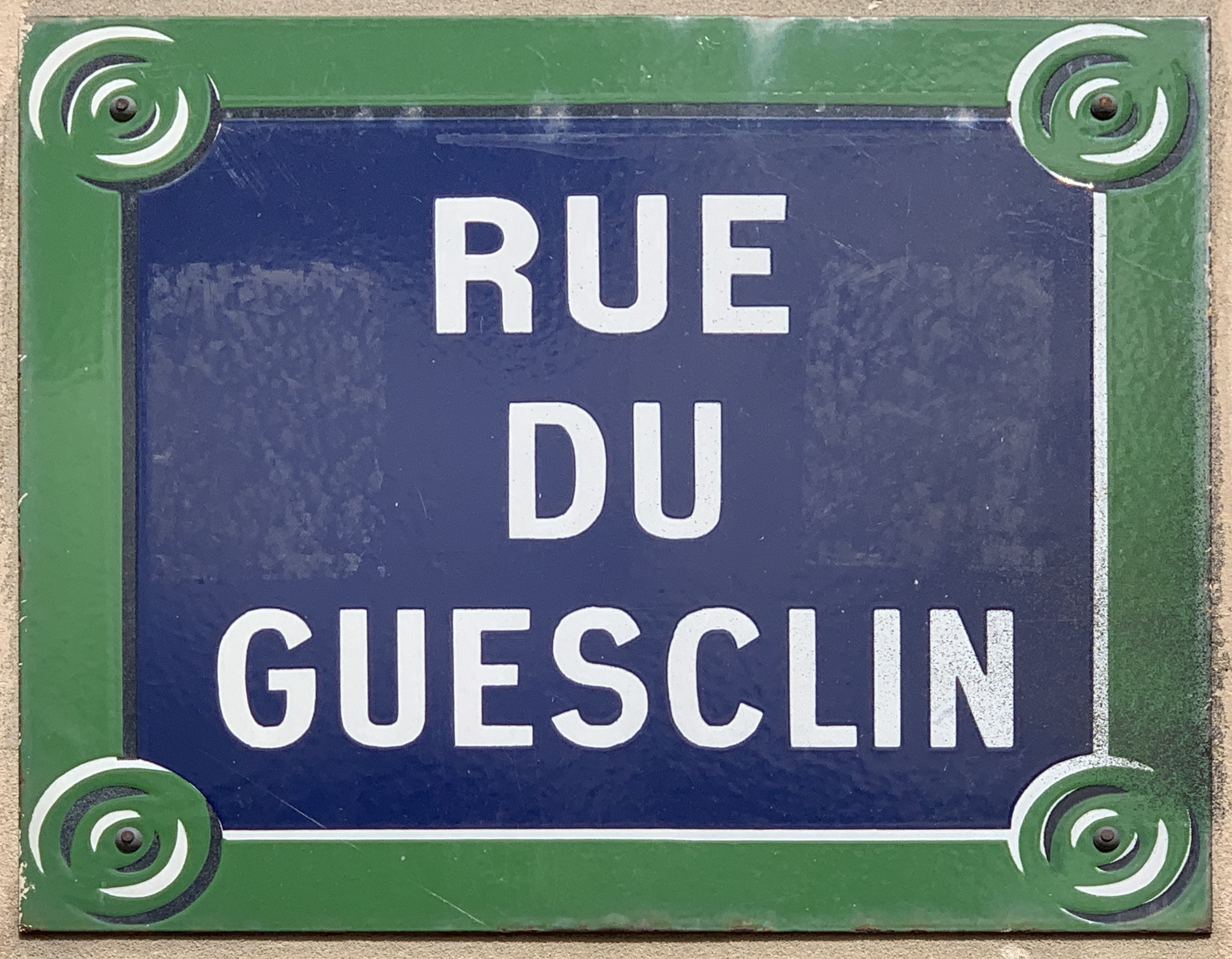
Plaque de la rue.

Elle porte le nom de Bertrand du Guesclin (1320-1380), noble breton, connétable de France et de Castille, en raison de son voisinage avec l'École militaire.

## Historique
Cette voie qui existait en 1780, mais sans dénomination, prend son nom actuel en 1816.

## Bâtiments remarquables et lieux de mémoire

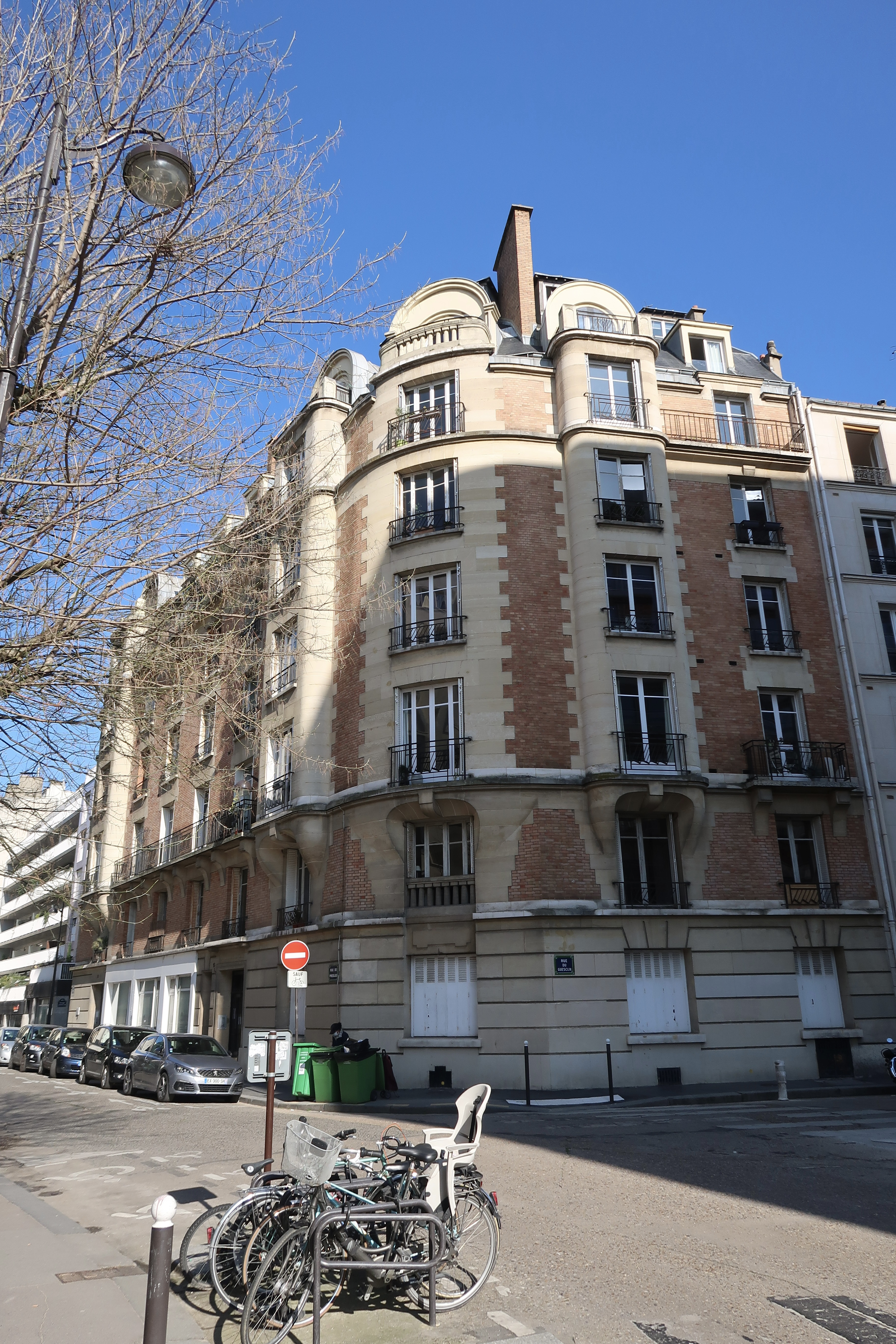
Au croisement avec la rue de Presles.